# Graham Taylor
Graham Taylor (Worksop, Nottinghamshire, 1944. szeptember 15. – Worksop, Nottinghamshire, 2017. január 12.) angol labdarúgó és edző.
Graham Taylor Worksopban született,  tízéves játékoskarrierje során mindössze két csapatban, a Grimsby Townban és a Lincoln City-ben játszott. Utóbbi csapatnál kezdte el edzői pályafutását, 1972-ben vette át a csapat irányítását. Edzőként vezette a Watford, az Aston Villa és a Wolverhampton csapatát is.
Edzői karrierjének legnagyobb sikerét az Aston Villával érte elː ezüstérmet szereztek az angol élvonalban, majd 1990 és 1993 között három évig az angol válogatott szövetségi kapitánya volt.
Az 1992-es Európa-bajnokságon a csoportkör végén búcsúztak, az 1994-es világbajnokságra pedig nem jutott ki a háromoroszlánosokkal, ezért a selejtezősorozat végén lemondott posztjáról.
Utolsó csapata az Aston Villa volt, 2003-ban vonult vissza az edzősködéstől. Később a Watford elnöke, majd tiszteletbeli elnöke lett, a BBC-nél pedig rádiós szakértőként dolgozott.

## Halála
2017. január 12-én hunyt el, szívroham következtében.

## Sikerei, díjai

### Edzőként
Lincoln City
- Angol negyedosztály bajnok: 1975–76

Watford
- Angol negyedosztály bajnok: 1977–78
- Angol harmadosztály 2. hely: 1978–79
- Angol másodosztály 2. hely: 1981–82
- Football League First Division 2. hely: 1982–83
- FA-kupa döntős: 1984
- Football League Division Two bajnok: 1997–98
- Football League Division One rájátszás győztese: 1998–99

Aston Villa
- Football League Second Division 2. hely: 1987–88
- Football League First Division  második hely: 1989–90

## Edzői statisztika
| Csapat                  | Edzőség kezdete | Edzőség vége  | Mutatók | Mutatók | Mutatók | Mutatók | Mutatók |
| M                       | GY              | D             | V       | GY %    |         |         |         |
| ----------------------- | --------------- | ------------- | ------- | ------- | ------- | ------- | ------- |
| Lincoln City            | 1972 december   | 1977 június   | 236     | 104     | 69      | 63      | 44,07   |
| Watford                 | 1977 június     | 1987 május    | 527     | 244     | 124     | 159     | 46,30   |
| Aston Villa             | 1987 május      | 1990 július   | 142     | 65      | 35      | 42      | 45,77   |
| Anglia                  | 1990 július     | 1993 november | 38      | 18      | 13      | 7       | 47,37   |
| Wolverhampton Wanderers | 1994 március    | 1995 november | 88      | 37      | 27      | 24      | 42,05   |
| Watford                 | 1996 február    | 2001 június   | 275     | 104     | 80      | 91      | 37,82   |
| Aston Villa             | 2002 február    | 2003 május    | 60      | 19      | 14      | 27      | 31,67   |